# Florian Gallenberger
Florian Gallenberger (Monaco di Baviera, 23 febbraio 1972) è un regista e sceneggiatore tedesco.

## Biografia
Ha iniziato da bambino, all'età di cinque anni, a lavorare come attore di cinema e tv. Dopo aver studiato filosofia, psicologia e russo, si è laureato all'Accademia della Televisione e del Cinema di Monaco. Negli anni novanta ha realizzato come regista i cortometraggi Mysterium einer Notdurftanstalt (1993), Buck (1997), Tango Berlin (1997) e Hure (1997). Con il cortometraggio Quiero ser, in cui è raccontata la storia di due fratelli orfani che vivono per le strade di Città del Messico, ha vinto nel 2001 il Premio Oscar per il miglior cortometraggio.

## Filmografia parziale
- Quiero ser (Gestohlene Träume) (2000)
- Honolulu, regia di Uschi Ferstl (2001)
- Le ombre del tempo (Shadows of Time) (2004)
- John Rabe (2009)
- Colonia (2015)
- Il disertore (Der Überläufer) (2020)